# Streitige Verhandlung
In der Rechtswissenschaft bezeichnet der Begriff streitige Verhandlung die wechselseitige Auseinandersetzung in der mündlichen Verhandlung bei Gericht, vgl. § 279 Zivilprozessordnung. Die streitige Verhandlung wird nach erfolgloser Güteverhandlung und Stellen der kontradiktorischen Anträge durchgeführt. In der Regel findet dies in einem Termin statt. An die streitige Verhandlung soll sich – soweit erforderlich – die Beweisaufnahme anschließen.
In Terminen, in denen keine kontradiktorischen Anträge gestellt werden, etwa weil eine Partei nicht erscheint oder weil der Anspruch anerkannt wird, findet eine streitige Verhandlung nicht statt. Im ersten Fall kann ein Versäumnisurteil ergehen, im zweiten Fall ein Anerkenntnisurteil.